# いつでもカービィ
『いつでもカービィ』は、小学館より刊行されている『星のカービィシリーズ』の絵本である。原作は谷口あさみで、作品ごとに異なるイラストレーターが絵本のイラストを手掛ける。

## 概要
『星のカービィ! も〜れつプププアワー!』（以下『も〜ププ』）の作者でもある谷口あさみが原作を手掛けるカービィの大人向け絵本シリーズで、本のサイズはA6判。2019年12月6日に第1作「おやすみカービィ」と第2作「星の贈りもの」が発売され、2021年4月現在6作品が発売されている。作品は、敬体文を用いたものと常体文を用いたものがある。
谷口にとっては『も〜ププ』以来3年ぶりに手掛けるカービィの作品である。谷口は『も〜ププ』の連載終了後は一度も公の場でカービィを描くことはなく、この先も描かないつもりであったが、イラストレーター・るるてあとの会話をきっかけにその考えを改めたことをTwitterに投稿している。第1作と第2作の発売日である2019年12月6日には、カービィ・マルク・タランザ・グーイを描いたイラストをTwitter上に公開した。
カービィの担当声優の大本眞基子が第1作「おやすみカービィ」から第7作「カービィといっしょ」の内容を朗読する動画が制作され、漫画雑誌『ちゃお』の公式YouTubeチャンネルで2020年1月から、星のカービィの公式YouTubeチャンネルとNintendo Switch本体の「ゲームニュース」で2022年4月から順次公開されている。後者は星のカービィシリーズの30周年記念企画の一つとして配信されたもので、当初は2023年3月31日までの期間限定公開の予定だったが、後に無期限に変更された。また、任天堂アメリカ法人のNintendo of Americaの公式YouTubeチャンネルでは、「It's Kirby Time」などのタイトルで英語版、フランス語版、スペイン語版、ポルトガル語版の動画が公開されている。

## あらすじ

### おやすみカービィ
ある夜のプププランド、カービィの家にプププランドの仲間たちが訪れるが、カービィはベッドで眠っていた。

### 星の贈りもの
クリスマスのプププランド、カービィ達は大はしゃぎだが、クリスマスツリーのてっぺんに飾る星がないことにみんな困った様子を見せる。するとデデデ大王は「今年はこのままパーティを始めよう」と言う。

### 勇気をキミに
ひとくち食べれば心に勇気が溢れてくるという『ココロの果実』を求め、カービィは旅に出ることを決める。

### カービィのちいさな世界
カービィがプププランドの仲間たちと過ごす物語。

### ありがとうを届けに
普段は口にできない「ありがとう」をカービィ達が伝え合う。

### だきしめてカービィ
アドレーヌの恋する姿を見て、カービィは「恋ってどんな気持ちだろう？」と考える。

### カービィといっしょ
ある日カービィに芽が生えた。カービィと変わった友人との物語。

### カービィのお誕生日
今日はカービィの誕生日。カービィがお昼寝していると、リボンがパーティーの招待状を渡すためにやってきた。招待状には会場の場所が記されておらず、2人はパーティー会場を探しに向かうと、仲間達がカービィのためにおもてなしをしていた。

### カービィのひとり時間
カービィとメタナイトのひとり時間の過ごし方。

### おかえりカービィ
銀河で遊び疲れたカービィは星の海で寝ていて、目が覚めると遠くまで流されてしまったことに気づく。家に帰るために銀河を駆け巡る。

## 書誌情報
- 『いつでもカービィ』、小学館、既刊10巻
  1. おやすみカービィ（絵：るるてあ、2019年12月6日発売[6]、ISBN 978-4-09-725017-3）
  2. 星の贈りもの（絵：るるてあ、2019年12月6日発売[7]、ISBN 978-4-09-725018-0）
  3. 勇気をキミに（絵：ヒョーゴノスケ、2020年3月27日発売[8]、ISBN 978-4-09-725064-7）
  4. カービィのちいさな世界（絵：ヒョーゴノスケ、2020年9月4日発売[9]、ISBN 978-4-09-725074-6）
  5. ありがとうを届けに（絵：るるてあ、2020年11月27日発売[10]、ISBN 978-4-09-725016-6）
  6. だきしめてカービィ（絵：Caho、2021年4月16日発売[11]、ISBN 978-4-09-725102-6）
  7. カービィといっしょ（絵：からめる、2022年1月21日発売[12]、ISBN 978-4-09-725139-2）
  8. カービィのお誕生日（絵：Caho、2022年4月25日発売[13]、ISBN 9784097251576）
  9. カービィのひとり時間（絵：ヒョーゴノスケ、2022年9月2日発売[14]、ISBN 9784097251804）
  10. おかえりカービィ（絵：からめる、2023年7月21日発売[15]、ISBN 9784097252306）